# Kris Joseph
Kris Joseph, né le 17 décembre 1988 à Montréal, Québec, Canada est un joueur professionnel canadien de basket-ball. Il mesure 2,01 m et joue au poste d'ailier.
Sélectionné en 51e position de la draft 2012 de la NBA par les Celtics de Boston après une carrière universitaire effectuée avec l'Orange de Syracuse, il dispute quelques matchs de la National Basketball Association (NBA), six avec les Celtics puis quatre avec Nets de Brooklyn, évoluant généralement en NBA D-League avec les Red Claws du Maine. Il poursuit ensuite sa carrière en Europe et au Canada.

## Biographie

### Famille
Kris Joseph est né à Montréal, Québec, où il a grandi dans le quartier ouvrier de Côte-des-Neiges au nord du centre-ville. C'est le frère du joueur de basket-ball Maurice Joseph qui a joué avec les Catamounts du Vermont et qui est maintenant le directeur-adjoint des Opérations Basket-ball à l'Université George Washington. Il est le fils de Eartha et Michael Joseph, tous deux nés à Trinité-et-Tobago. Kris Joseph est également cousin au second degré des frères Cory Joseph, meneur de réserve pour les Spurs de San Antonio (jouant actuellement avec les Toros d'Austin en D-League), et Devoe Joseph, qui a été le meilleur marqueur des Ducks de l'Oregon en Pacific-12 Conference au cours de la saison 2011-2012.

### Jeunesse
Kris Joseph a commencé le basket à l'âge de neuf ans au centre de sports et loisirs Sun Youth à Montréal. Après avoir joué quatre ans dans l'ombre de Maurice au collège Lambert de Montréal en Mini, Bantam et Midget levels de la ligue de basket-ball de Montréal, il est coupé lors de sa première année de Midget à 14 ans comme le fut Michael Jordan en son temps. Il déclare ensuite à The Gazette : « Dès que j'ai été coupé, j'ai commencé à travailler sur mon jeu à l'extérieur et mon dribble, et j'ai continué à travailler ». Il travaille mais aussi grandit pour atteindre 1,97 m (6′ 6″) et devenir la vedette des Suns Youth.
Il joue ensuite avec son frère pour les Mustangs de Mont-Royal de l'école secondaire Mont-Royal.
Sur recommandation de l'entraîneur des Suns Youth Henry Wong, qui pensait que Kris Joseph avait besoin d'un défi sportif et académique, la mère de Kris accepte de le laisser quitter Montréal en 2006 pour faire deux années de l'école secondaire à l'Archbishop Carroll de Washington.
À Archbishop Carroll, Kris Joseph amène son équipe à un bilan record de 26 victoires pour 11 défaites lors du Washington Catholic Athletic Conference (WCAC) Tournament, avec en particulier 21 points, cinq rebonds, trois passes décisives et trois contres lors de la victoire de 65-55 contre Our Lady of Good Counsel. Joseph est également invité à jouer un match exhibition entre les All-Stars de Baltimore et les U.S. All-Stars en avril. En 2008, il est recruté par les DC Assault en championnat de l'Amateur Athletic Union dans la Big East Conference.

### Carrière professionnelle
Joseph a été sélectionné au second tour de la draft 2012 par les Celtics de Boston au 51e rang. Le 3 juillet 2012, il signe un contrat avec les Celtics.
Le 5 juillet 2012, les Celtics annoncent que Joseph a été ajouté à leur effectif de 2012 pour les NBA Summer League d'Orlando et de Las Vegas. Après ces matchs et une semaine avant le début de la saison, il est confirmé le 24 octobre 2012 dans l'effectif des 15 joueurs des Celtics. Mais le 14 novembre 2012, il est convié avec Fab Melo à jouer avec les Red Claws du Maine, équipe de D-League des Celtics. Lors de cette saison, il n'aura joué qu'un seul match lors de la défaite de Boston face aux Bucks de Milwaukee 88 à 99. Il joue trois minutes pour aucun point, deux rebonds, une passe et une balle perdue. Les Celtics le rappellent le 30 novembre 2012 pour jouer le match victorieux contre les Trail Blazers de Portland 96 à 78 où il joue 5 minutes et marque deux points (2/2 aux lancers francs). Le 6 janvier 2013, il est libéré de son contrat avec les Celtics et devient agent libre. Le 2 avril 2013, il signe un contrat avec les Nets de Brooklyn.
Le 12 juillet 2013, il est transféré avec Keith Bogans, MarShon Brooks, Kris Humphries, Gerald Wallace, un premier tour de draft 2014, un premier tour de draft 2016, un premier tour de draft 2017, un premier tour de draft 2018 contre Kevin Garnett, Paul Pierce, Jason Terry, D.J. White et un second tour de draft 2017. Le 15 juillet 2013, il est libéré par les Celtics. Le 27 septembre 2013, il signe un contrat avec le Magic d'Orlando. Le 25 octobre 2013, il est libéré par le Magic.
Le 10 novembre 2013, il signe à l'Élan Chalon,. Il termine sa première saison en France avec des moyennes de 13,5 points, 3,5 rebonds, 1,8 passe en 28 minutes, puis 15 points, 1,4 rebond et 2,7 passes en 26 minutes lors des playoffs.
Le 30 juin 2014, il s'engage avec Dijon pour la saison 2014-2015,.
Le 1er août 2015, il rejoint Orléans. En mars 2016, il se blesse aux adducteurs et doit mettre un terme à sa saison prématurément.
En 2016-2017, il joue à Brindisi.
Le 13 septembre 2017, il signe en tant que pigiste médical un retour au club de l'Elan Chalon pour remplacer son compatriote Jevohn Shepherd (blessé). Il part du club chalonnais le 5 novembre 2017. Le 22 février 2018, il signe au Canada avec l'équipe des River Lions de la Niagara en LNBC. Le 10 mai 2018, il vient renforcer le STB Le Havre dans sa lutte pour le maintien et y joue deux matchs en Pro B sans pouvoir éviter la relégation de son nouveau club.
Le 13 août 2018, il signe pour la saison 2018-2019 au Benfica Lisbonne. Le 12 novembre 2018, il vient renforcer le Paris Basketball qui évolue en seconde division française. L'année suivante, il reste en France en signant à l'ADA Blois également en Pro B.

### Carrière internationale
À 16 ans, il est le capitaine de l'équipe masculine de basket-ball du Québec qui remporte la médaille d'argent aux Jeux du Canada d'été de 2005 à Regina (Saskatchewan). Lors du tournoi il a marqué en moyenne vingt points dont 19 en demi-finale contre la province de la Saskatchewan mais également 19 point en finale lors de la défaite 73 à 63 face à la province de l'Ontario.

## Statistiques

### Universitaires
Les statistiques en matchs universitaires de Kris Joseph sont les suivants :
| Année     | Équipe   | Matches | Titul. | Min./m. | %tir | %3pts | %l-f | rbds/m. | pass/m. | int/m. | ctr/m. | pts/m. |
| --------- | -------- | ------- | ------ | ------- | ---- | ----- | ---- | ------- | ------- | ------ | ------ | ------ |
| 2008-2009 | Syracuse | 34      |        |         | 42,7 | 26,9  | 40,4 | 2,4     | 0,5     | 0,9    | 0,2    | 3,4    |
| 2009-2010 | Syracuse | 35      |        | 27,8    | 49,0 | 22,0  | 74,8 | 5,5     | 1,7     | 1,4    | 0,4    | 10,8   |
| 2010-2011 | Syracuse | 34      |        | 32,4    | 45,6 | 36,6  | 71,1 | 5,2     | 2,2     | 1,5    | 0,6    | 14,3   |
| 2011-2012 | Syracuse | 37      |        | 32,2    | 42,1 | 34,5  | 74,5 | 4,7     | 1,5     | 1,4    | 0,6    | 13,4   |
| Total     |          | 140     |        | 30,8    | 44,9 | 33,1  | 70,2 | 4,5     | 1,5     | 1,3    | 0,5    | 10,5   |